# 중 (한자)

갑골문(甲骨文)에서의 “囧”

중국어: 囧, 병음: jiǒng(주음: ㄐㄩㄥˇ)은 한국어 한자로는 '환할 경' 또는 '빛날 경'이라는 한자로서 밝은 창문의 글자 형태를 지니고 있으며, 현대 중국어에서는 "빛", "밝다", "환하다"의 뜻을 본래의 의미로 하고 있지만, 현재 이러한 뜻으로 쓰이는 경우는 거의 없다. 이모티콘으로의 쓰임새가 널리 퍼져, 영어권에도 Jiong으로 알려져 있다.

## 이모티콘
사람의 얼굴을 닮은 이 이모티콘(Ideographic emoticon)은 짜증, 충격, 당황, 깨달음, 싫음, 바보 등의 반응으로 최근 널리 쓰인다. 처음 쓰인 것은 2005년 또는 그 이전으로 보인다. 2007년 이후에는 중국어권(중국 대륙, 홍콩, 싱가포르, 타이완)에서 본격적으로 사용되고 있으며, 영어권 및 한국,일본에서도 쓰인다.

## 한자 사전
옥편(玉篇)에 따라 囧을 囧부(部)에 두거나, 囗자부(字部)에 두기도 한다.

## 같이 보기
- 한자
- 이모티콘